# Aethopyga christinae
La suimanga de Christina (Aethopyga christinae) es una especie de ave paseriforme de la familia Nectariniidae propia de sureste de Asia.

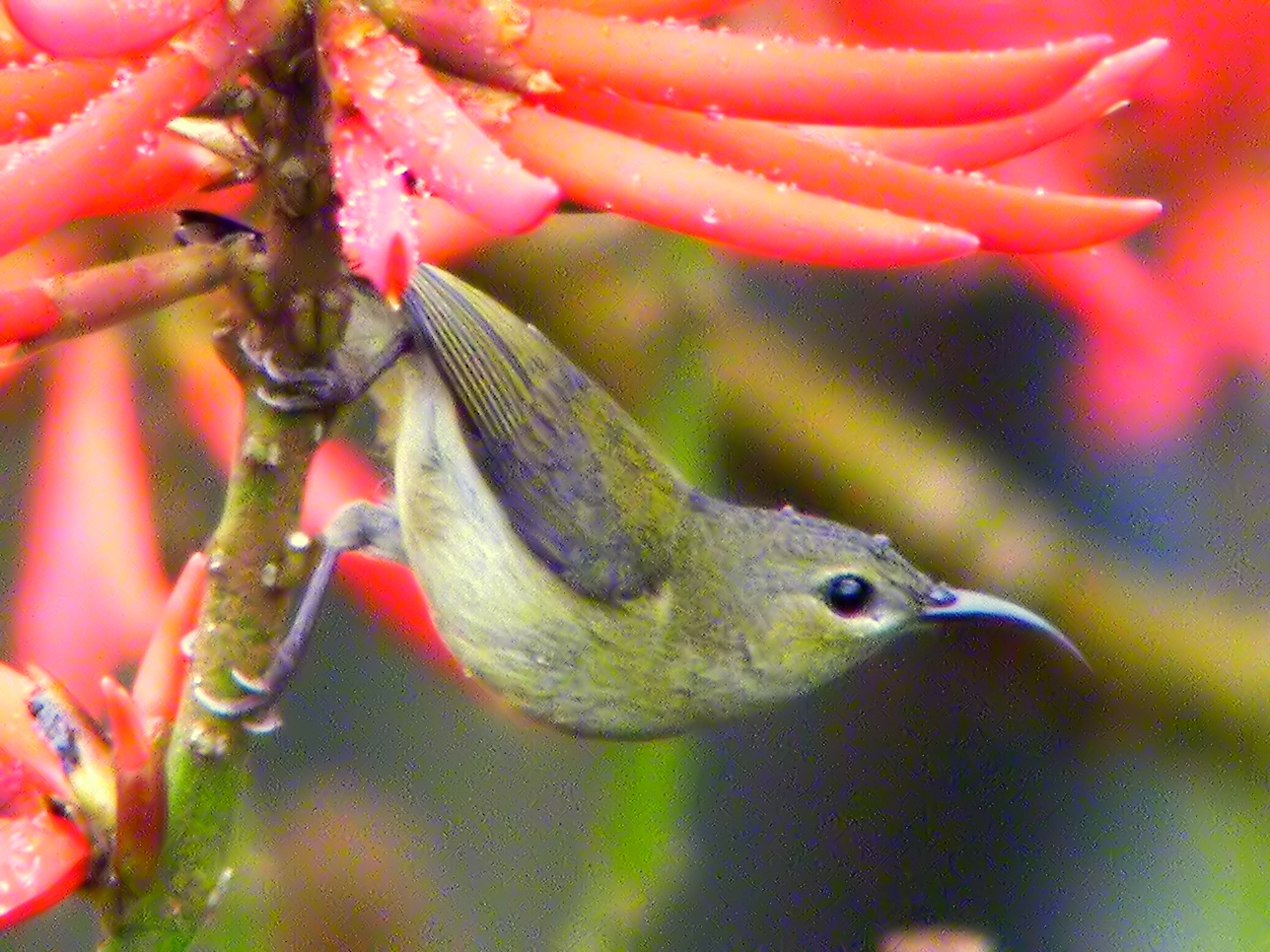
Hembra.

Se encuentra en China (incluida la isla de Hainan), Laos, y Vietnam. 

## Descripción
Estas pequeñas aves, con picos curvos, tiene como llamada un suave y frecuente "Zwink-Zwink" y un trino metálico. El ave aparece en el sello postal más común de Hong Kong.

## Subespecies
- Aethopyga christinae christinae
- Aethopyga christinae latouchii
- Aethopyga christinae sokolovi